# Sitsi
Sitsi är en stadsdel i distriktet Põhja-Tallinn i Estlands huvudstad Tallinn.

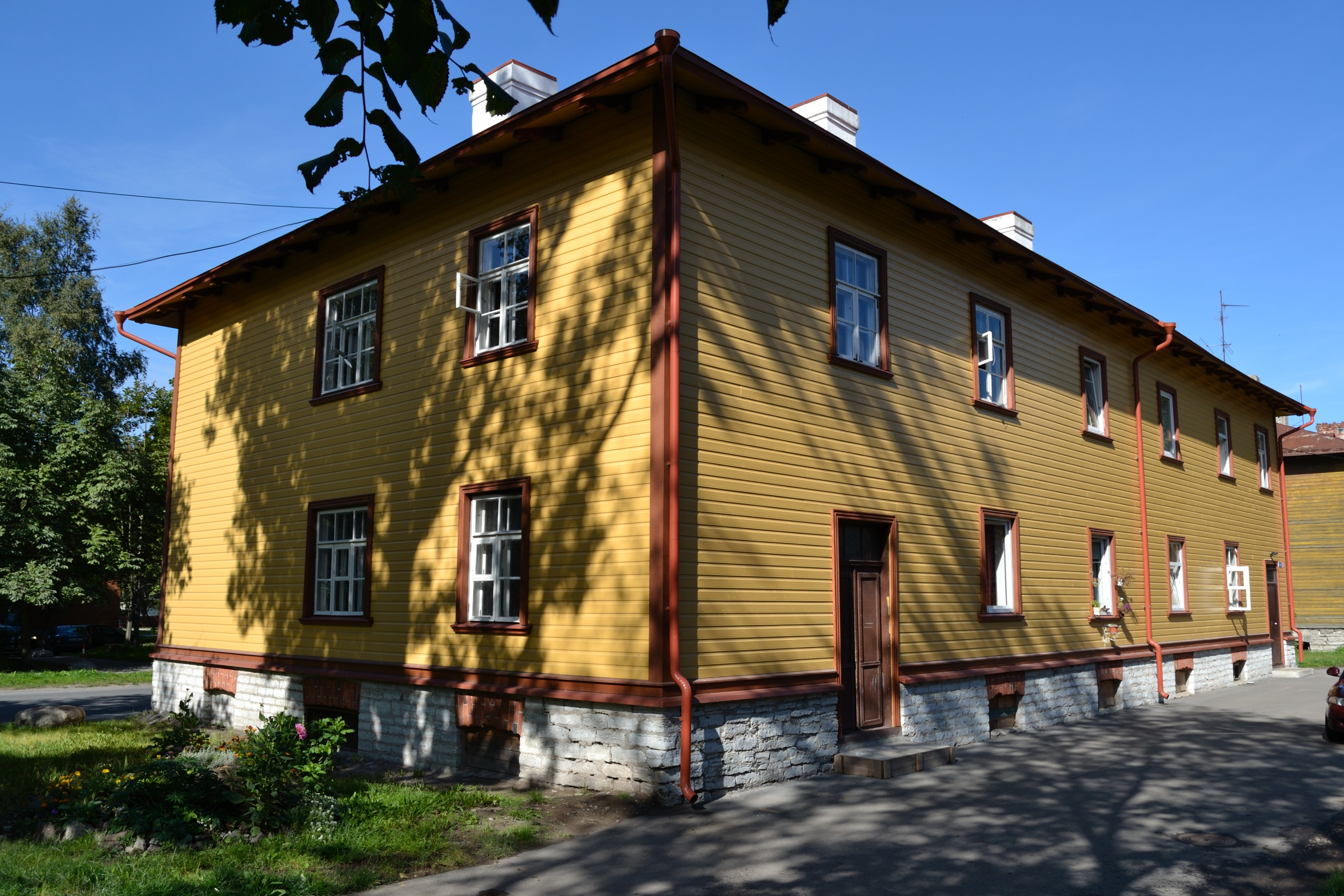
Sitsigatan 11

Sitsi har sitt namn efter Balti Puuvillavabrik ("Baltiska bomullsfabriken"), populärt känt som "Sitsivabrik". Fabriken började uppföras 1899 och företaget uppförde också skola, kyrka. daghem, vårdcentral, gemenskapshus och bastu. Arbetarbostäderna ligger längs Sitsigatan.
Baltiska bomullsfabriken var ett av Tallinns största företag på 1920-talet. Fabriken sprängdes 1941 av sovjetiska trupper vid deras reträtt från Tallinn. Den återuppbyggdes i någon mån 1945–1952. Tillverkningen är numera nedlagd. 
16 av områdets byggnader från Baltiska bomullsfabrikens tid är byggnadsminnen sedan 2002.

## Bildgalleri

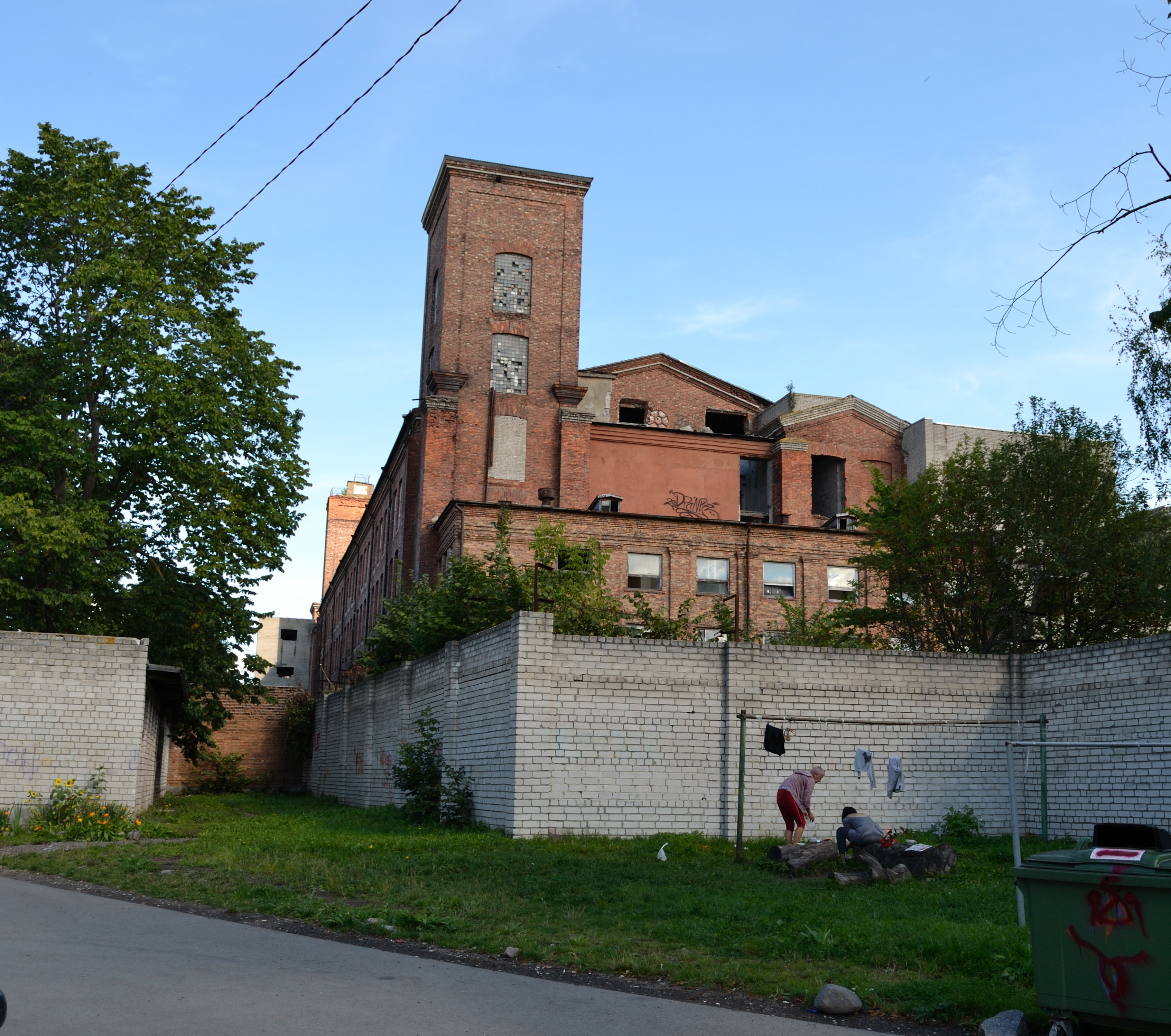
Baltiska bomullsfabiken
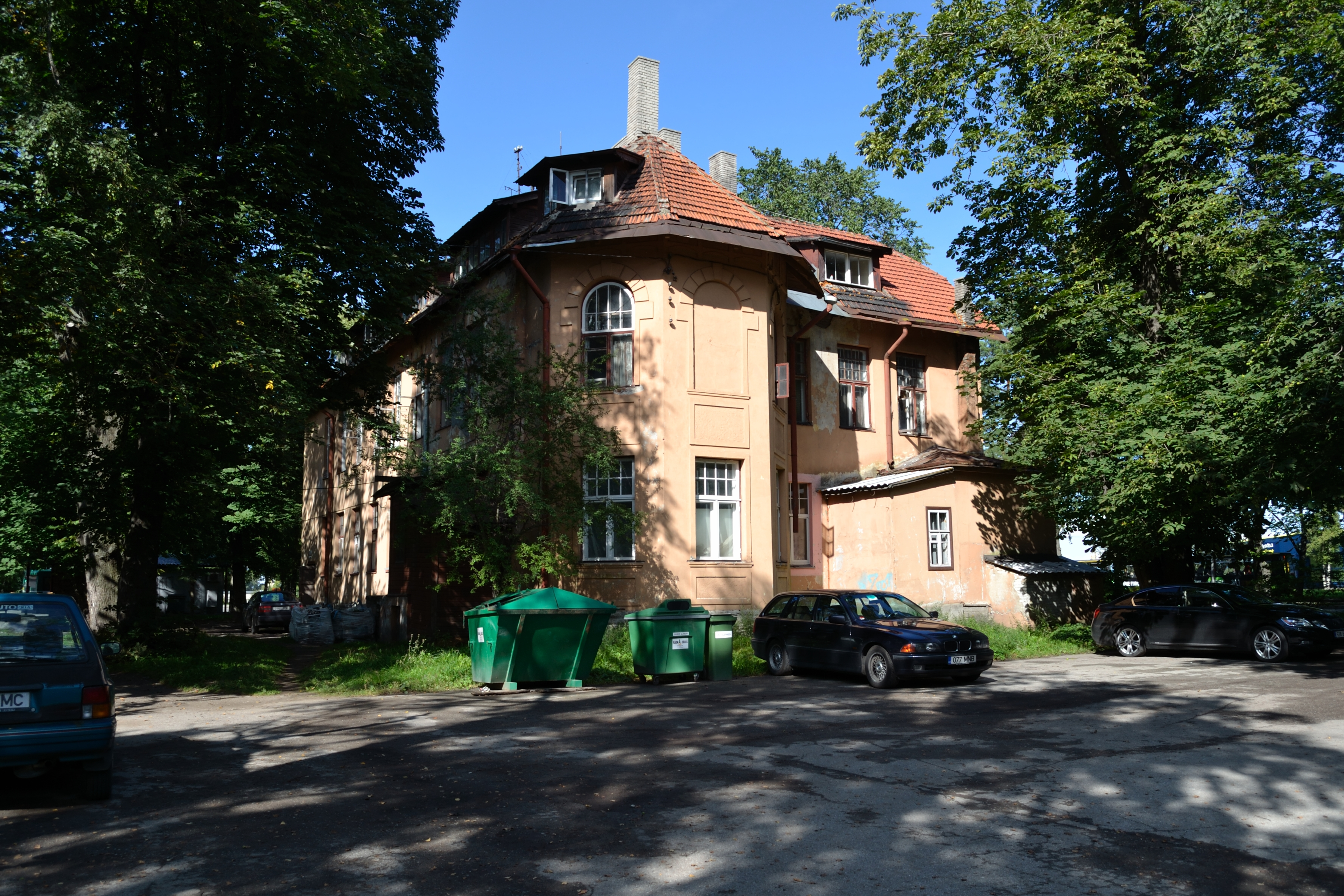
Skolhus, Sitsigatan 1
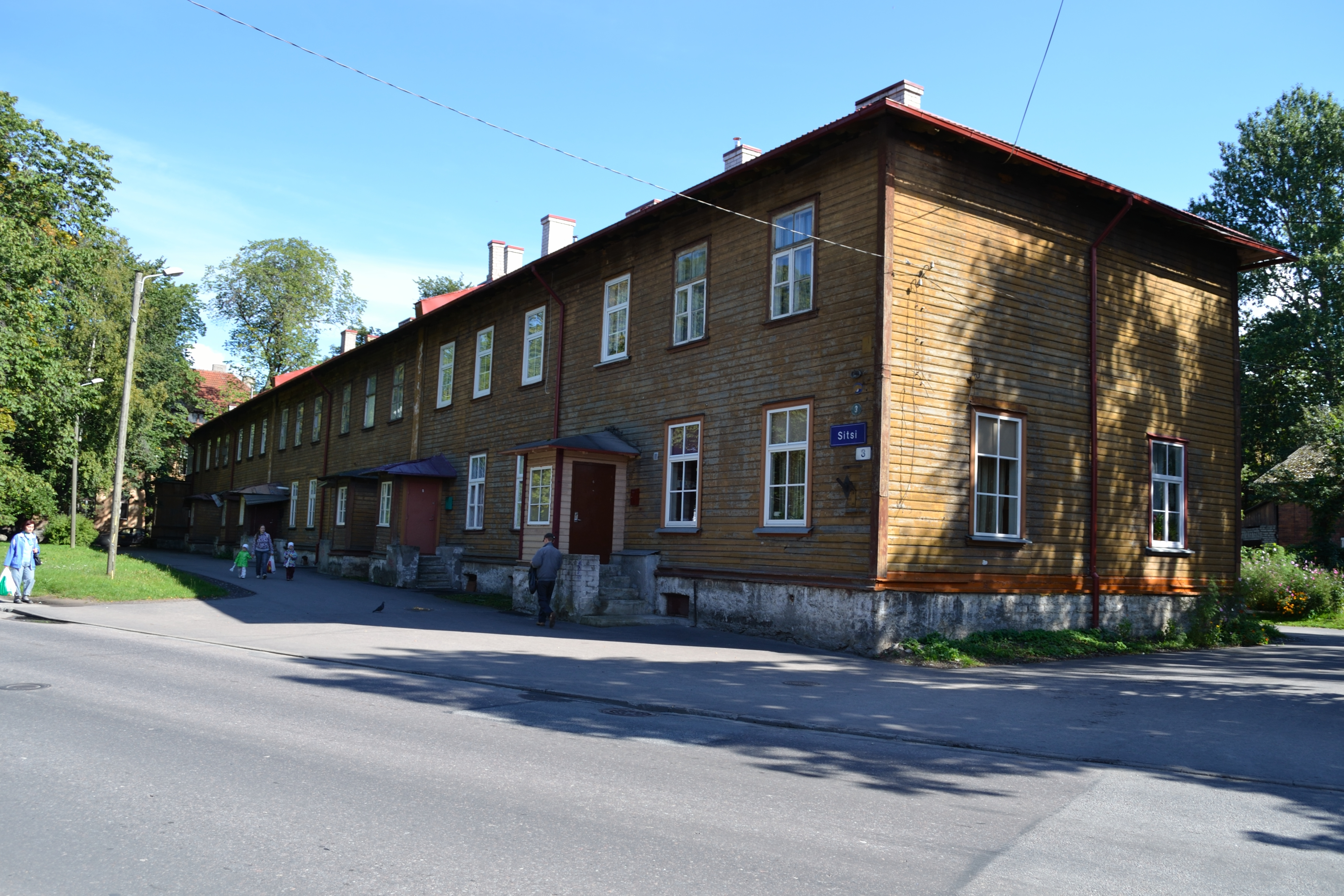
Förmansbostadshus, Sitsigatan 3
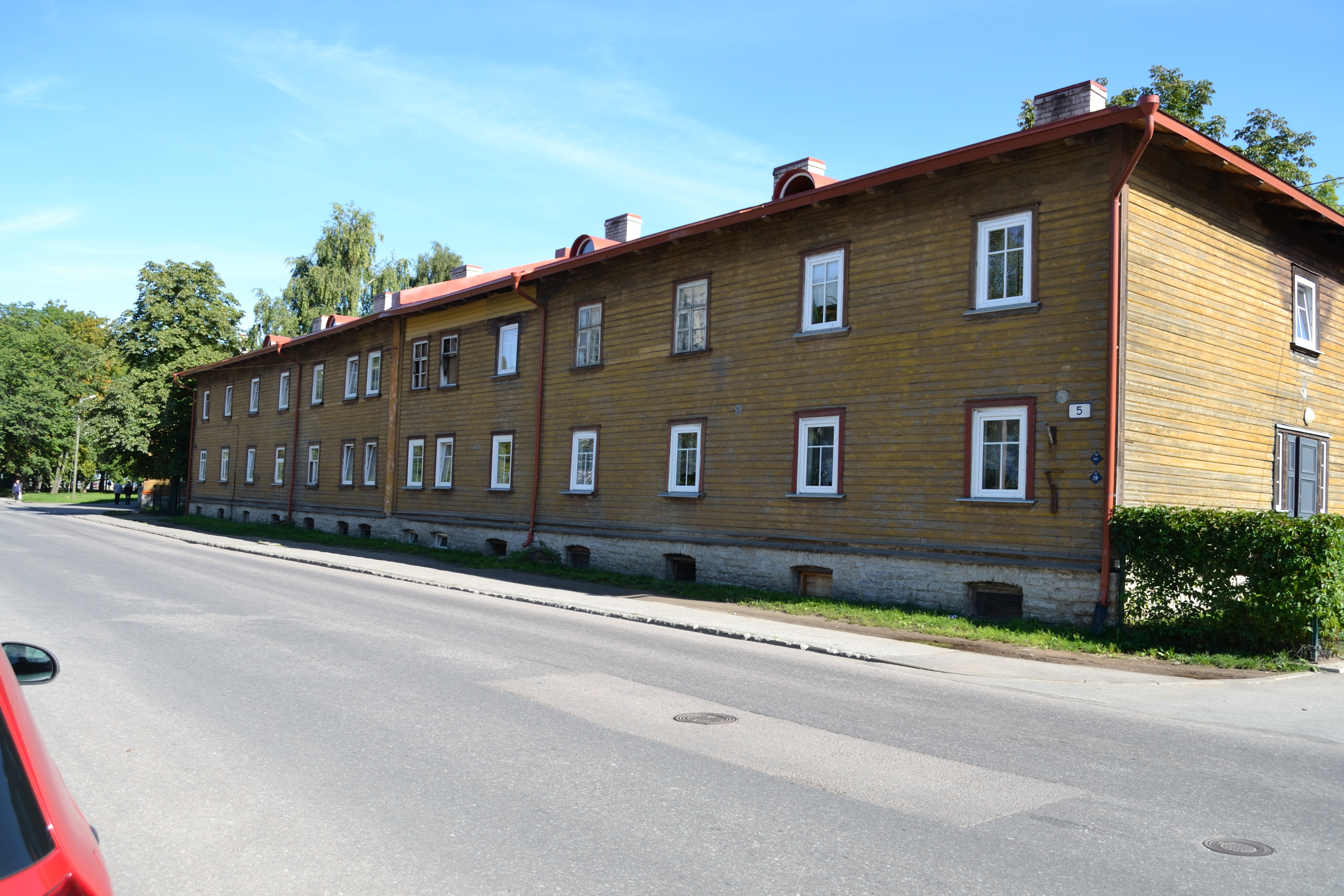
Arbetarbarack, Sitsigatan 5
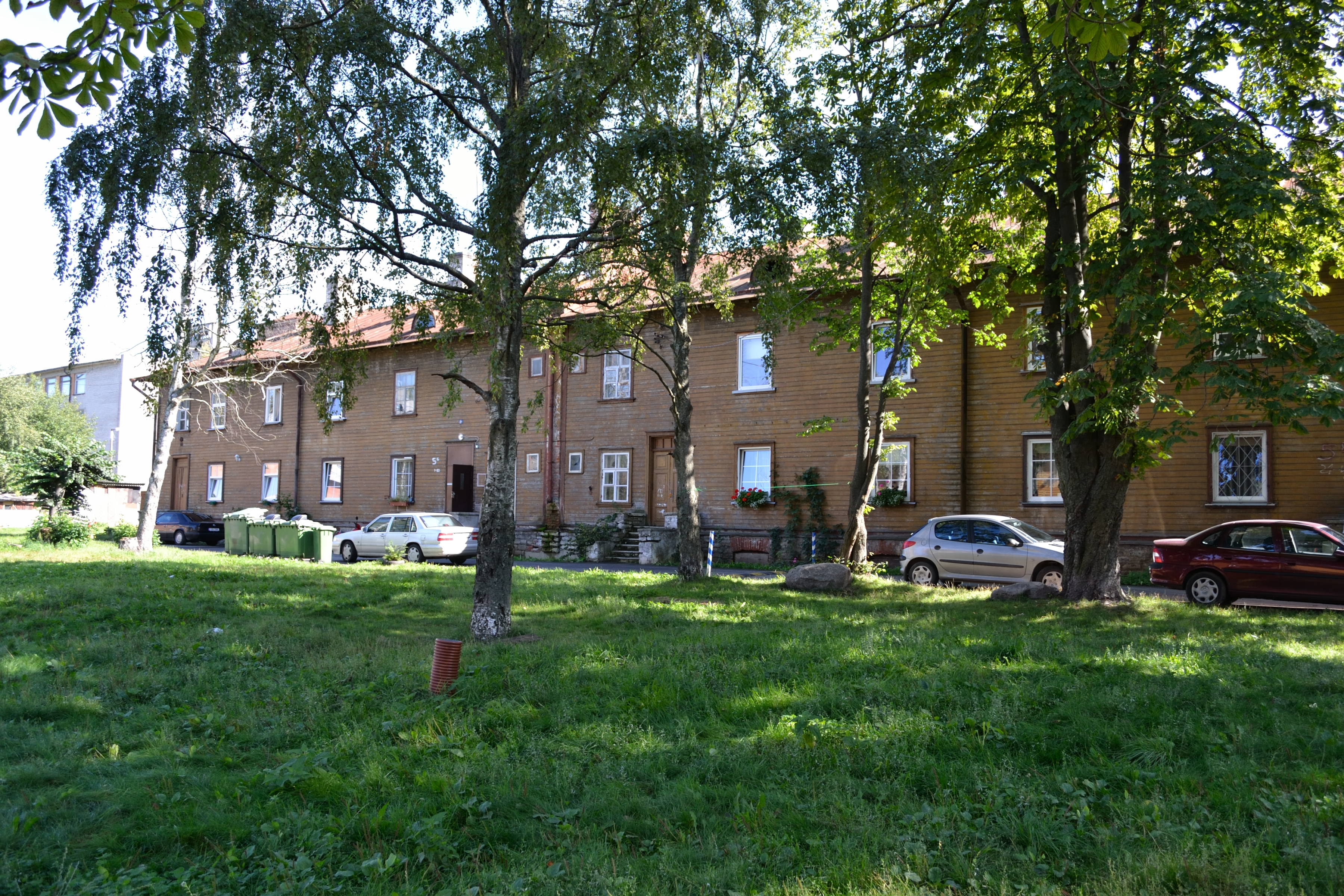
Arbetarebostadshus, Sitsigatan 5B
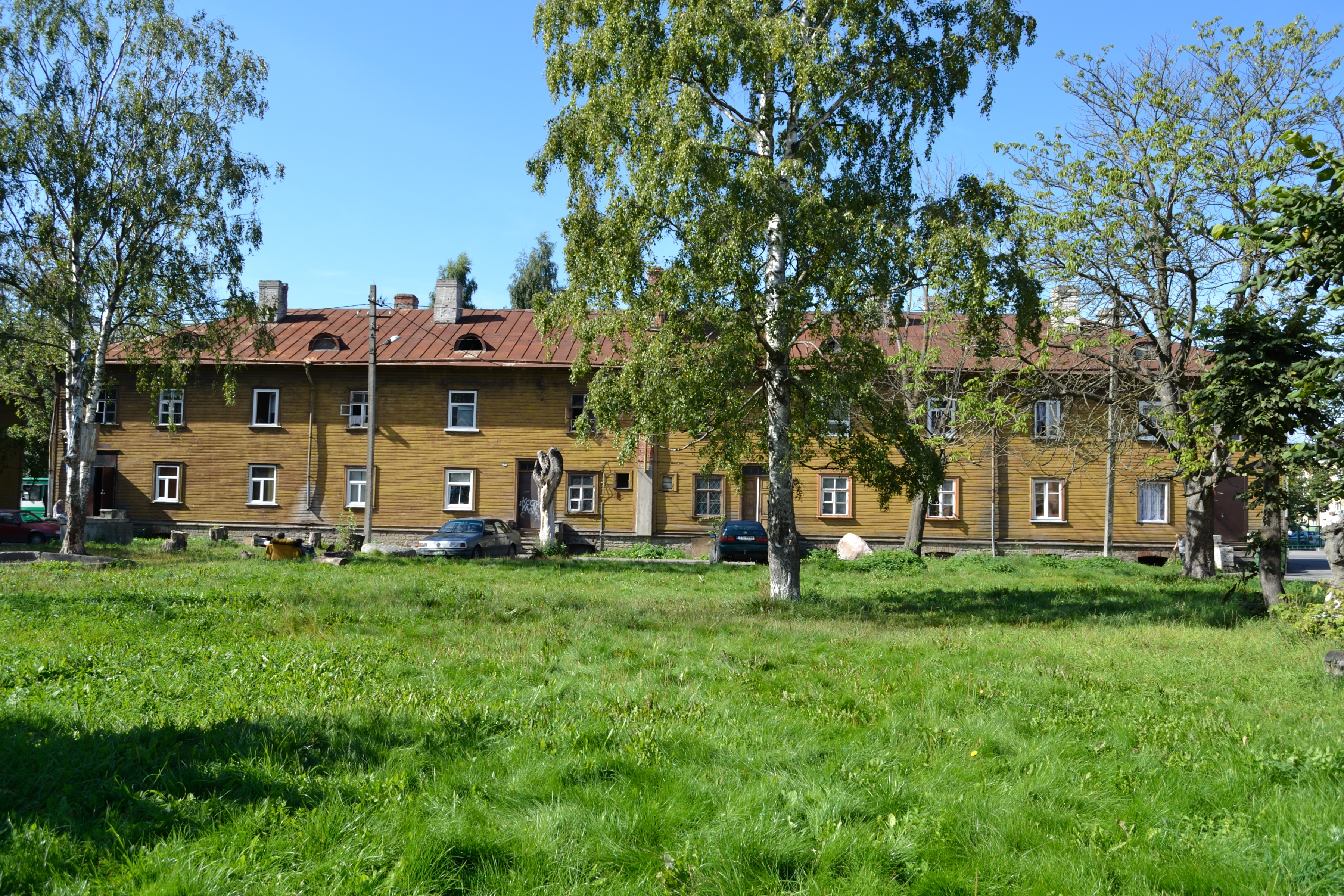
Arbetarebostadshus, Sitsigatan 7
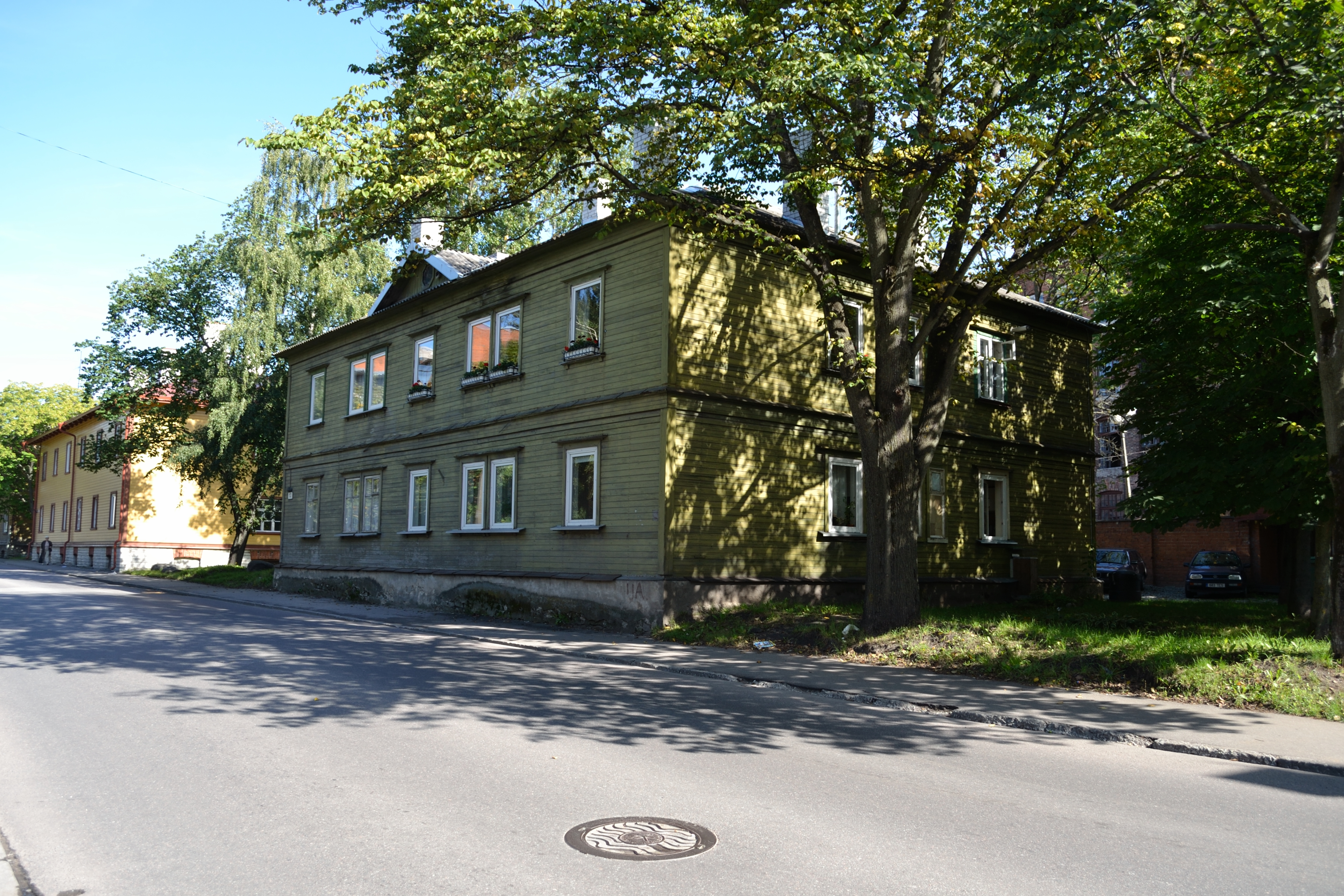
Arbetarebostadshus, Sitsigatan 13
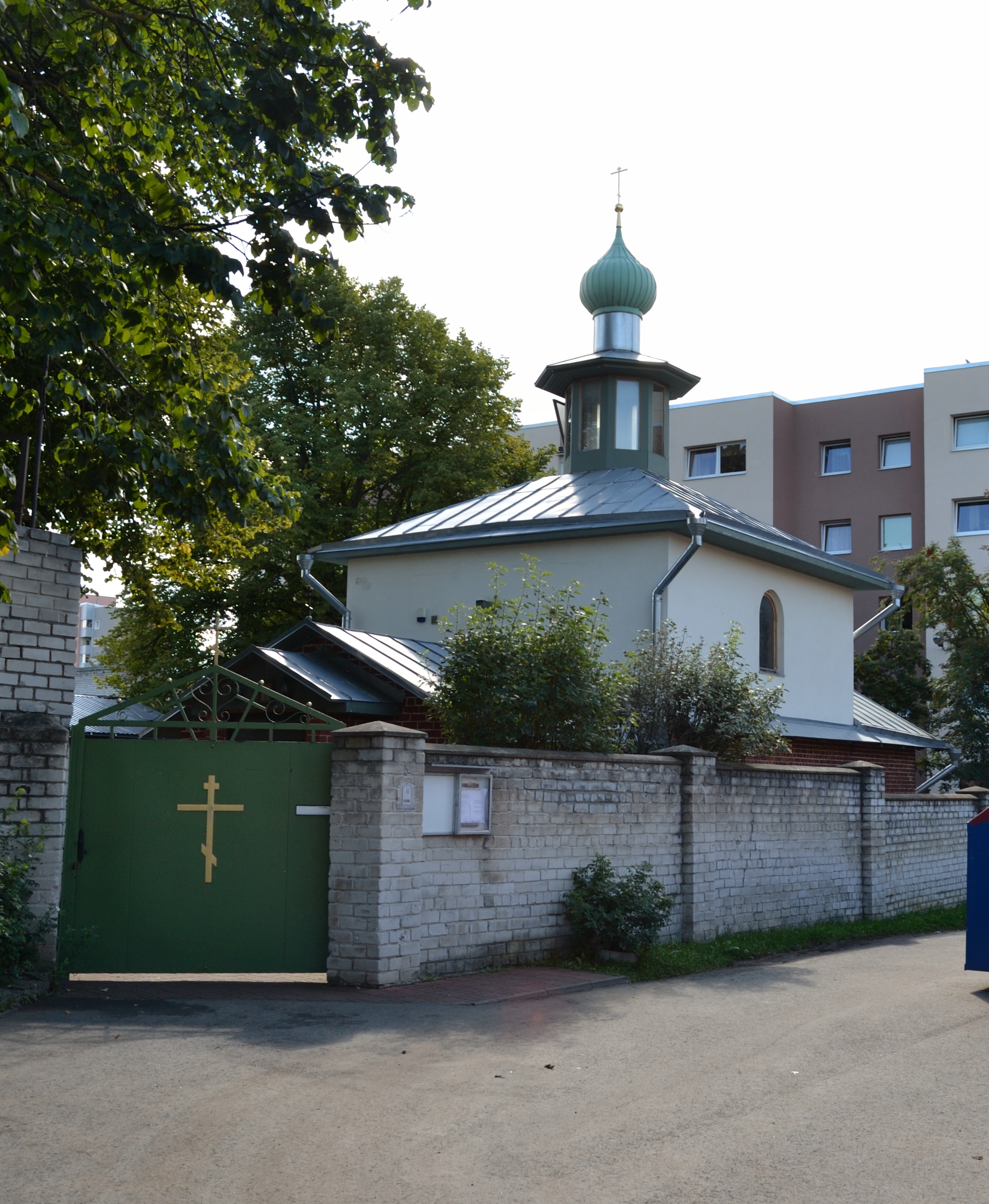
Vårfrukyrkan över all världens smärta och glädje, Sitsigatan 15A
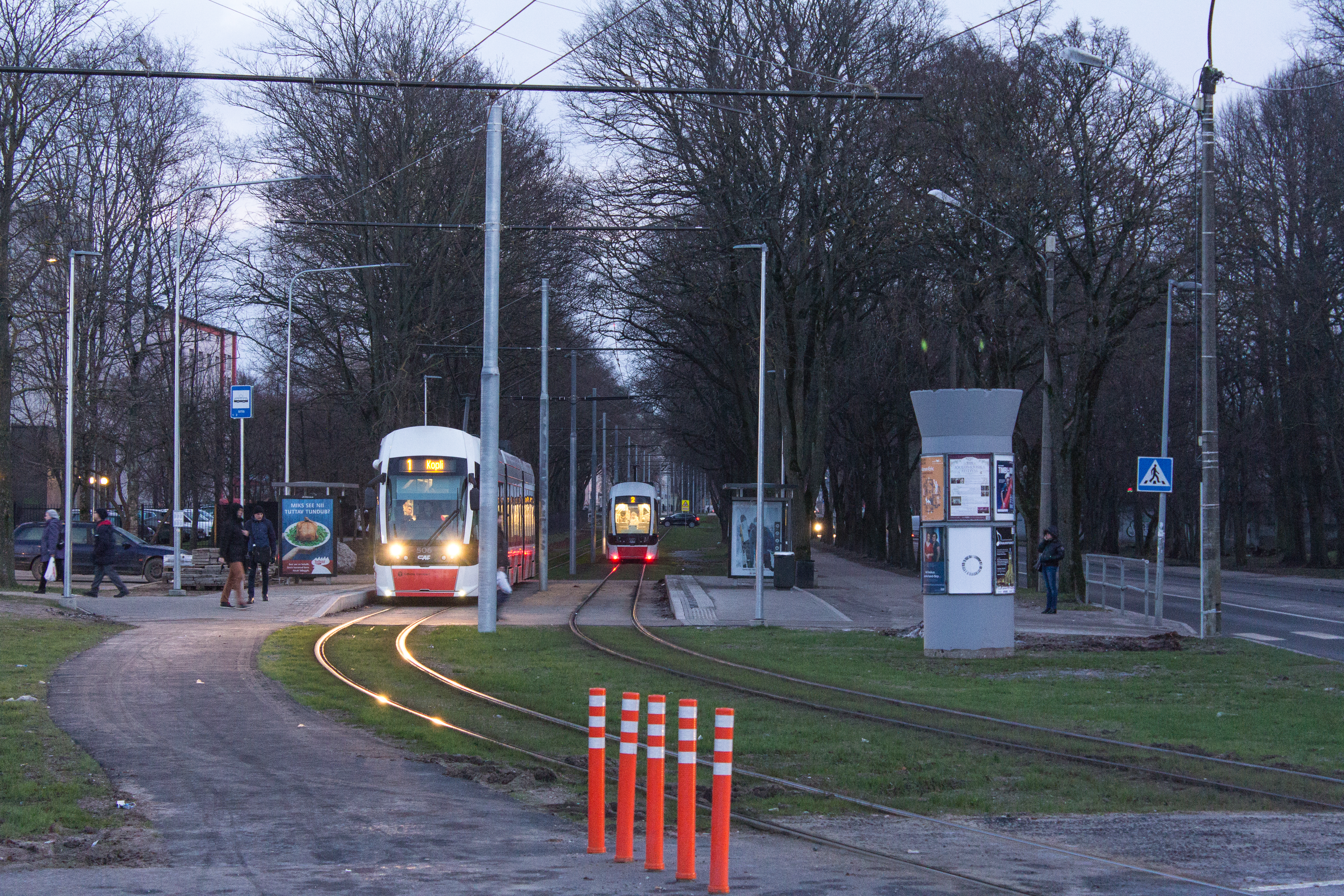
Två Urbos AXL-spårvagnar på Spårvagnslinje nr 1 vid hållplats Sitsi
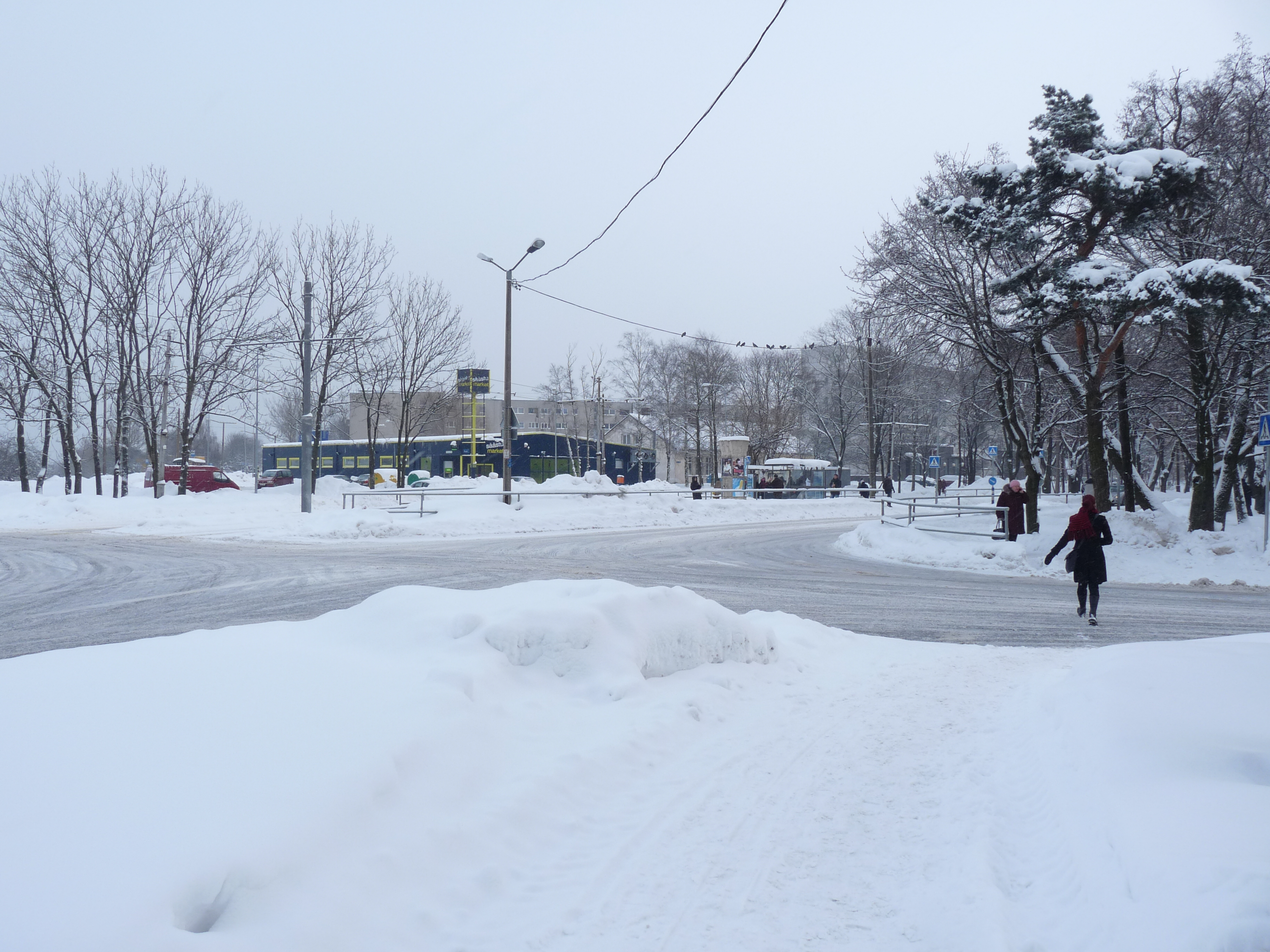
Sitsimägi (Sitsikullen)
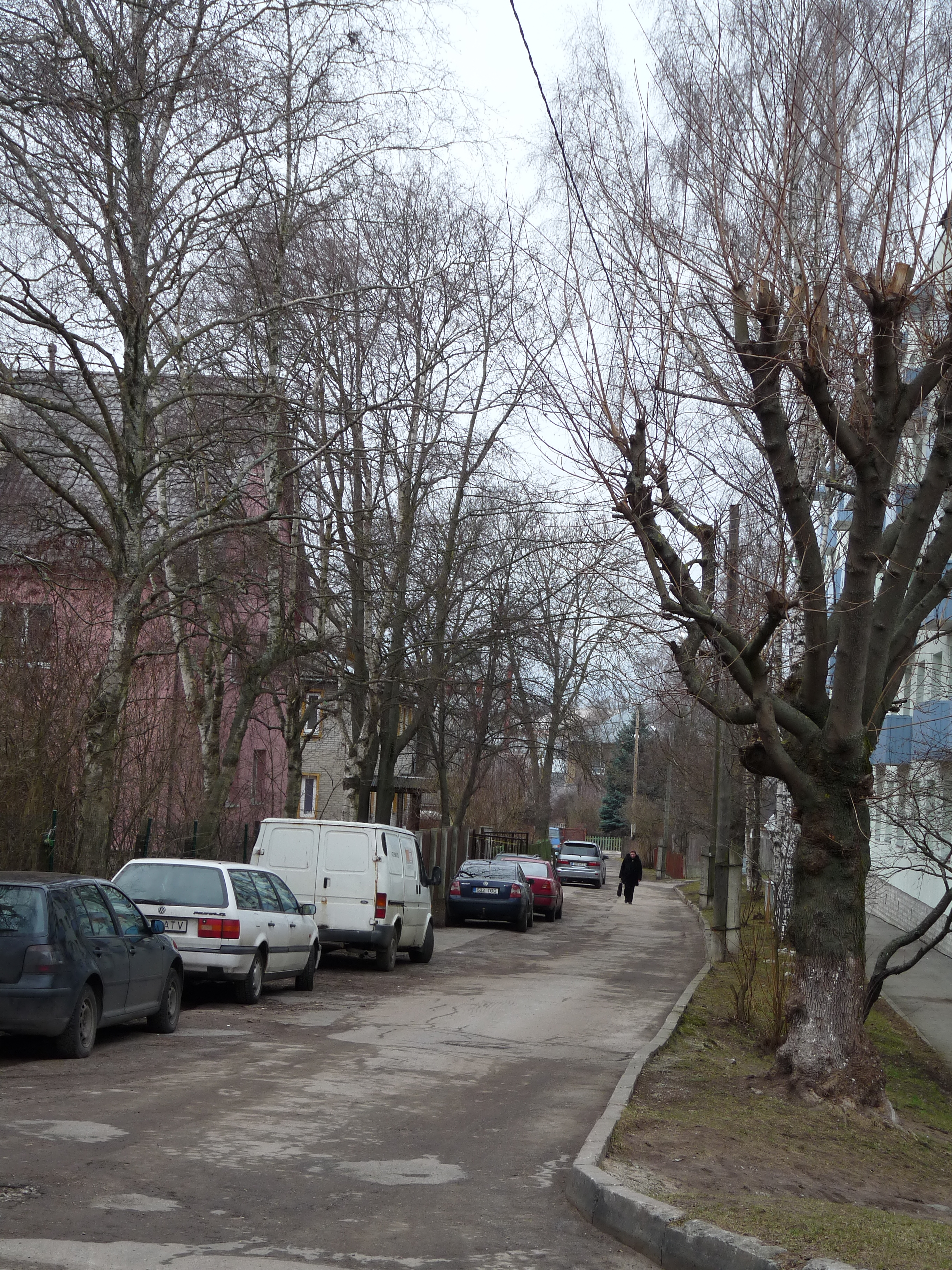
Kanepigatan